# 1,1,1,2-tetrafluoretan
1,1,1,2-tetrafluoretanul (cunoscut și ca norfluran, R-134a, Freon 134a, Foran 134a, Genetron 134a, Florasol 134a, Suva 134a sau HFC-134a) este un refrigerant haloalcanic cu proprietăți termodinamice similare cu R-12 (diclorodifluormetan), dar cu potențial nesemnificativ de distrugere a stratului de ozon și un potențial de încălzire globală mai mic (1.430 tone, comparativ cu R-12 de 10.900), având formula chimică CH2FCF3 și un punct de fierbere de −26.3 °C la presiune atmosferică.